# HMS Jervis Bay
Pour les articles homonymes, voir Jervis.
Le HMS Jervis Bay était un paquebot britannique de l'Aberdeen & Commonwealth Line (en), lancé en 1922, converti au début de la Seconde Guerre mondiale en croiseur auxiliaire portant le pennant number F40. Il portait sept pièces de 152 mm, datant de la Première Guerre mondiale.

## L'escorte des convois
En novembre 1939, il escorte le convoi HX 51.

### Le convoi HX 84
Après son récquisition par la Royal Navy en aût 1939, le HMS Jervis Bay a d'abord été affecté dans l'Atlantique Sud avant d'escorter des convois à partir de mai 1940. Après de brèves réparations à Halifax (Nouvelle-Écosse), il a constitué la seule escorte pour les 37 navires marchands du Convoi HX-84 de Halifax vers la Grande-Bretagne.
Le 5 novembre 1940, le convoi a rencontré le navire de guerre allemand Admiral Scheer à environ 755 nautiques (1 400 kilomètres) au sud-sud-ouest de Reykjavik. Le capitaine du Jervis Bay, Edward Fegen, a ordonné au convoi de se disperser et malgré l'évidente infériorité de son bâtiment, fit front : il mit le cap vers le navire de guerre allemand avant d'ouvrir le feu. Son combat sans espoir dura trois heures : les tirs avaient davantage pour but de distraire le navire allemand des navires marchands que de lui infliger des dommages. Le Jervis Bay a finalement été désemparé sous les coups des canons de 28 cm du navire allemand. Bien que les obus allemands aient ravagé le Jervis Bay, Fegen et son équipage ont combattu jusqu'à ce que leur navire coule. Le capitaine Fegen et beaucoup de marins ont d'ailleurs péri avec leur navire.
Le sacrifice du Jervis Bay a donné suffisamment de temps au convoi pour se disperser. Plusieurs heures supplémentaires ont été encore offertes par le cargo SS Beaverford qui a lui aussi engagé par la suite l'Amiral Scheer pendant près de cinq heures, pour couler corps et biens. De la sorte, trente-trois cargos purent échapper au corsaire allemand qui ne put en couler que cinq avant la nuit.
Soixante-huit survivants de l'équipage du Jervis Bay (sur 254) ont été sauvés par le navire suédois neutre Stureholm. Trois périrent plus tard de leurs blessures. Guy Byam a été l'un des survivants du naufrage : il fut tué plus tard en couvrant un raid aérien sur l'Allemagne pour la BBC.
Le capitaine Fegen a reçu une Victoria Cross posthume pour son action.